# Renault TN
Der Renault TN war eine Omnibus-Baureihe von Renault, die von 1932 bis 1940 in verschiedenen Versionen produziert wurde. Als Antrieb kam hierbei ein 7980-cm³-6-Zylinder-Ottomotor mit 67 PS (49 kW) und ein 5600-cm³-Dieselmotor mit 90 PS (66 kW) zum Einsatz.
Vor allem wurde die Modellreihe von der Régie autonome des transports Parisiens (RATP) eingesetzt, hierbei in drei Versionen:
- TN6A: Version mit offener hinteren Plattform. Der TN6A wurde bis 1969 eingesetzt.
- TN6C1: Version für die Vororte, mit geschlossener Plattform und Zugang durch Seitentür. Einsatz bis 1959.
- TN6C2: Modernisierte Version des TN6A, die 1934 mit ausbaubarer Windschutzscheibe erschien. Der TN6C2 war bis 1969 im Dienst.

Die Bezeichnung TN hat keinen direkten Bezug zum Fahrzeugtyp. Neuentwicklungen wurden von Renault bis 1945 chronologisch mit den Buchstaben A bis Z, danach mit den Buchstabenfolgen AA, AB, … ZZ und schließlich AAA usw. bezeichnet. Dabei spielte es keine Rolle, ob es sich um Automobile, Traktoren, Panzer, Busse, Schienenfahrzeuge, Schiffs- oder Flugzeugmotoren etc. handelte.

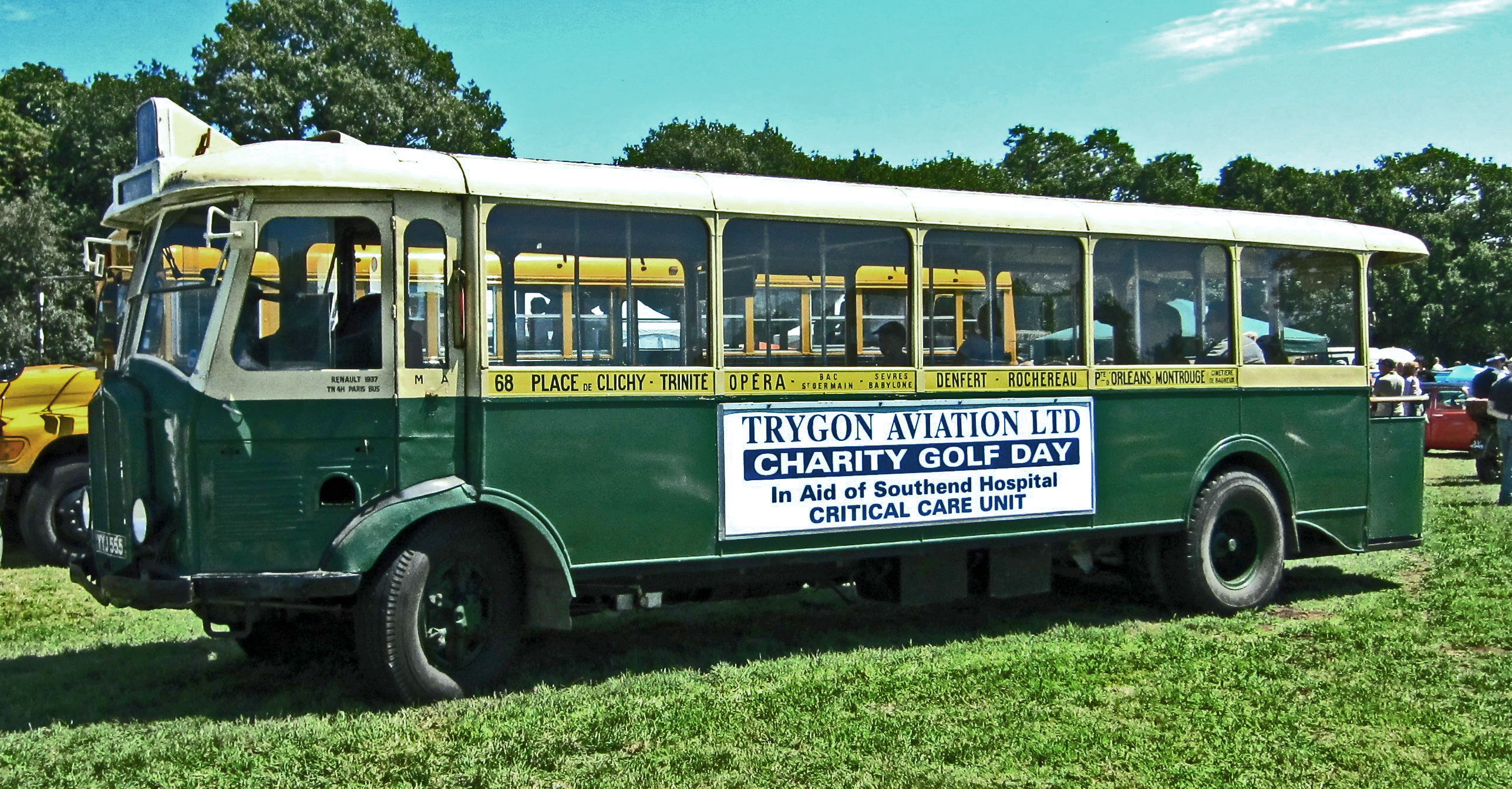
Renault TN4
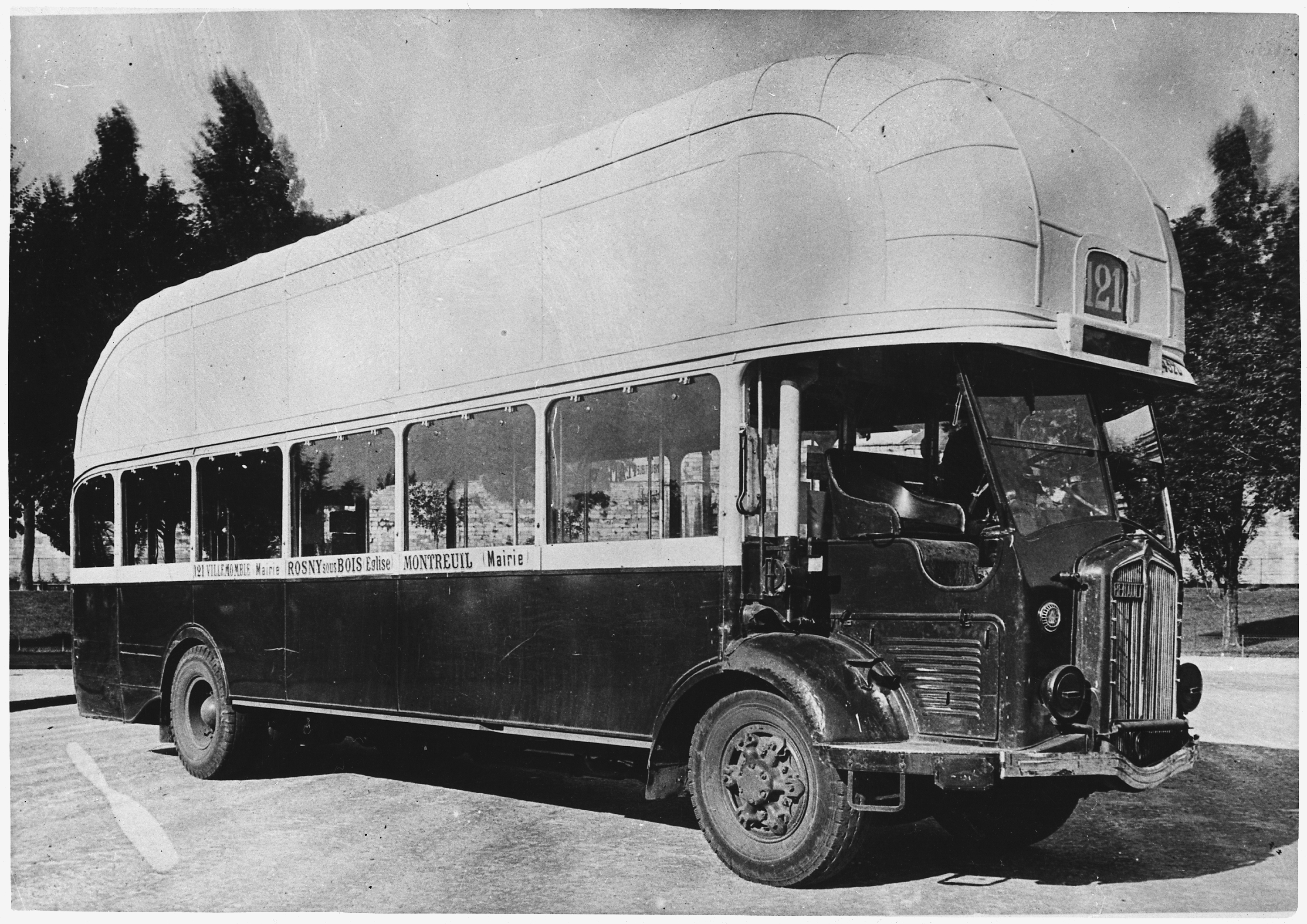
Renault TN4H mit Haube zum Speichern von Stadtgas für den Antrieb